# Raymond Clarence Ewry
Raymond "Ray" Clarence Ewry (Lafayette, 14 de octubre de 1873 - †29 de septiembre de 1937) fue un atleta estadounidense que ganó ocho medallas de oro en los Juegos Olímpicos y otras dos en los "Juegos Intercalados" (también llamados Juegos Panhelénicos) de 1906 en Atenas. Es, por lo tanto, el tercer atleta con más medallas de oro en la historia de los Juegos Olímpicos, tan sólo superado por Paavo Nurmi y Carl Lewis, que poseen nueve cada uno.
- Datos: Q52674
- Multimedia: Ray Ewry / Q52674